# Los Bunkers (álbum)
Los Bunkers es el álbum debut de la banda de rock chilena del mismo nombre. Producido por Mauricio Melo y Carlos Cabezas, sería originalmente grabado y publicado de forma independiente en julio del 2000, siendo más tarde reeditado y relanzado de forma oficial el 3 de abril de 2001 por el sello Big Sur Records, esto después de que el grupo se presentara exitosamente en Raras Tocatas Nuevas de la radio Rock & Pop.
Aunque menos difundido que sus álbumes siguientes, el disco contiene canciones de vital importancia para el desarrollo y evolución musical del grupo, que los ayudarían a destacar en la escena musical chilena y que posteriormente les llevaría a consolidarse como una de las bandas más importantes a nivel nacional.
En diciembre de 2020 es lanzada una versión remasterizada del álbum, el cual incluye arte nuevo, entrevistas y fotografías de la banda tomadas durante el 2001. Este disco fue lanzado en LP, CD y en plataformas de streaming, haciendo su debut en este formato.
En 2025, la historia del disco y de los años formativos del grupo fue narrada en el libro Los Bunkers, escrito por Marcelo Aldunate, exdirector de radio Rock & Pop y coproductor de cuatro canciones del álbum Noviembre del quinteto.

## Antecedentes y grabación
Habiendo llegado a la capital chilena procedentes desde su natal Concepción en el año 2000, Los Bunkers comenzaron lentamente su trabajo para comenzar a ser reconocidos por el público capitalino. A las tocatas realizadas en diversos pubs y discotecas con versiones de diversos artistas (desde The Beatles hasta The Kinks, pasando por Bob Dylan y The Who entre otros), los músicos intentaban agregar sus propias composiciones. A la salida de los espectáculos vendían un EP registrado de manera independiente, y titulado Jamás, que contenía el tema del mismo nombre, además de otras cinco canciones que luego formarían parte de su disco debut.
En julio del mismo año, Mauricio Melo, guitarrista de otra banda penquista, Los Santos Dumont, produce las grabaciones del disco homónimo debut, junto a Carlos Cabezas de Los Electrodomésticos y a Roberto Martí como ingenieros de grabación. El disco contiene todos los instrumentos grabados en vivo, sin demasiado doblaje, para dar la impresión de un sonido crudo y auténtico. 

## Lanzamiento
El disco es editado de manera independiente, pero no se difunde demasiado, hasta que, en el año siguiente, la radio Rock & Pop difunde el sencillo "El Detenido" de manera profusa. Es el comienzo de la carrera musical de Los Bunkers, ya que muy prontamente graban un especial musical en dicha estación, Raras Tocatas Nuevas, en el que interpretan temas de su disco debut, además de covers de varios artistas chilenos y extranjeros. Cuando el álbum es reeditado en 2001 por el sello Big Sur Records, se agrega a las diez canciones originales el tema "El Derecho de Vivir en Paz" de Víctor Jara, versionado en dicho programa. La masterización estuvo a cargo de Joaquín García.

## Contenido y recepción
David Cox, de la revista en línea estadounidense RootsWorld, destacaría una notable influencia de la Invasión Británica y la nueva canción chilena en el grupo, así como de sus coterráneos penquistas Los Tres, declarando que el álbum «evidencia la época y la mezcla original de la banda entre la psicodelia británica y la nueva canción chilena», notando también la reminiscencia del uso de la armónica en canciones como «Fantasías animadas de ayer y hoy» y «No sé» con «Love Me Do» de The Beatles y los trabajos tempranos de Bob Dylan.

## Lista de canciones
| Edición independiente y reedición en casete de 2001 |                                            |                                             |          |  |
| N.º                                                 | Título                                     | Compositor                                  | Duración |  |
| 1.                                                  | «El detenido»                              | Mauricio Durán, Francisco Durán             | 5:13     |  |
| 2.                                                  | «Fantasías animadas de ayer y hoy»         | M. Durán, F. Durán                          | 2:11     |  |
| 3.                                                  | «No sé»                                    | M. Durán                                    | 5:04     |  |
| 4.                                                  | «Buscando cuadros»                         | Álvaro López, F. Durán                      | 2:17     |  |
| 5.                                                  | «Jamás»                                    | M. Durán                                    | 3:27     |  |
| 6.                                                  | «Yo sembré mis penas de amor en tu jardín» | M. Durán                                    | 2:48     |  |
| 7.                                                  | «Papá no llores más»                       | Gonzalo López, Á. López, M. Durán, F. Durán | 3:25     |  |
| 8.                                                  | «Nada me importa»                          | Á. López, F. Durán                          | 3:34     |  |
| 9.                                                  | «Entre mis brazos»                         | F. Durán                                    | 5:01     |  |
| 10.                                                 | «Quiero descansar»                         | Á. López                                    | 3:46     |  |

| Reedición en CD de 2001 y posteriores |                              |             |          |  |
| N.º                                   | Título                       | Compositor  | Duración |  |
| 11.                                   | «El derecho de vivir en paz» | Víctor Jara | 4:31     |  |

La canción «El derecho de vivir en paz» es una versión de la original interpretada por Víctor Jara en 1971. Sería grabada en vivo en las Raras Tocatas Nuevas de Radio Rock&Pop e incorporada como un bonus track en el CD reeditado de Big Sur Records.

## Personal
- Álvaro López (20 años) –  Voz solista, Guitarra acústica
- Francisco Durán (18 años) – Guitarras, Coros, Groovy, Armónica
- Gonzalo López (18 años) – Bajo
- Mauricio Durán (23 años) – Guitarras, Coros
- Mauricio Basualto (31 años) – Batería, Percusión

## Presentaciones
El lanzamiento en vivo se realiza en la Sala SCD y discotheque Zoom, ambas en Santiago, y en la Casa del Deporte de la Universidad de Concepción.Los sencillos del álbum aún son parte del repertorio habitual en los conciertos.